# Onthophagus cometes
Onthophagus cometes är en skalbaggsart som beskrevs av Bates 1888. Onthophagus cometes ingår i släktet Onthophagus och familjen bladhorningar. Inga underarter finns listade i Catalogue of Life.